# Xã North Fork, Quận Baxter, Arkansas
Xã North Fork (tiếng Anh: North Fork Township) là một xã thuộc quận Baxter, tiểu bang Arkansas, Hoa Kỳ. Năm 2010, dân số của xã này là 1.574 người.